# Kościół w Ali
Kościół w Ali (szw. Ala kyrka) – średniowieczny kościół luterański w Ali na szwedzkiej wyspie Gotlandia, w diecezji Visby.
Najstarszą częścią kościoła jest nawa wzniesiona w XII wieku. Chór dobudowano w połowie XIII wieku, zastąpił wówczas mniejszy chór i apsydę.
We wnętrzu kościoła znajdują się średniowieczne freski, złożone z dwóch zbiorów wykonanych w różnych czasach. Najstarszy pochodzi z końca XIII wieku i przedstawia legendarne zwierzęta oraz ozdoby. Najnowsze pochodzą z XV wieku i przedstawiają m.in. scenę z legendy św. Marcina oraz Mękę Pańską, za której autora uważa się Mistrza Męki Pańskiej. Oba zostały odkryte w trakcie przeprowadzania gruntownego remontu po pożarze, który miał miejsce w czerwcu 1938 roku. W pożarze tym spłonął m.in. XIII-wieczny krzyż triumfalny. Pożar przetrwała średniowieczna chrzcielnica (również z XIII wieku), wykonana z trwałego lokalnego wapienia. Kościół otwarto ponownie w 1940 roku. W 1955 roku kościół otrzymał nowe organy.